# 状告上帝
状告上帝（英語：Lawsuits against God）在现实中和虚构中都曾出现过。而这种控告往往涉及到罪恶问题和不可抗力。

## 真实案例
1970年，美國亞利桑那州的律師羅素·T·坦西（Russel T. Tansie）代表他的秘書貝蒂·彭羅斯（Betty Penrose）向上帝提起訴訟，要求賠償100,000美元。彭羅斯將他的「疏忽」歸咎於上帝，讓一道閃電擊中了她的房子。當上帝「未能出庭」時，彭羅斯默認自己勝訴。
2008年，内布拉斯加州，州参议员厄尼·钱伯斯（Ernie Chambers）起诉上帝，希望法院签发强制令。此举主要是为了引起人们对让公众寻求法律系统帮助这一权利的重视。由于上帝没有通讯地址，不可能以适当方式得到通知，该案被驳回。法官称“经本庭查实，法律文书永远无法送达被告，故驳回该案，不得上诉”。（Given that this court finds that there can never be service effectuated on the named defendant this action will be dismissed with prejudice.）参议员坚信上帝是唯一的并且是全知的，他认为“法院已经亲口承认了上帝的存在。而这种承认的结果是对上帝全知的承认……既然上帝知晓一切，那他一定注意到了这个案子。” （The court itself acknowledges the existence of God. A consequence of that acknowledgement is a recognition of God's omniscience ... Since God knows everything, God has notice of this lawsuit.）钱伯斯提起该案，是为了回应另外一起他认为无谓的诉讼。
此外，2005年一位名叫帕维尔·M（Pavel M）的罗马尼亚籍囚犯被判谋杀罪名成立，入狱服刑20年。这名犯人于是状告罗马尼亚东正教会，理由是作为上帝在罗马尼亚的使者，他们没能使自己远离撒旦。而他强调自己的洗礼应当属于有约束力的契约。由于被告既非个人也非公司，不属于民事法庭的管辖权范围，该案被驳回。

## 虚构案例
在喜剧电影《唯有告苍天》（The Man Who Sued God）中，由比利·康诺利（Billy Connolly）饰演的渔夫在为其损坏的船寻求赔付时，保险公司引用普通法中有关不可抗力的豁免条款拒绝赔付。渔夫将其告上法庭并胜诉。在起诉世界上的宗教机构一案中，宗教机构不得不面对两难的窘境：或是宣布上帝并不存在以维护法理，或是为不可抗力埋单，承担赔付责任。
法律剧《艾莉的异想世界》（Ally McBeal，又译为《甜心俏佳人》）第2季中有一集名为“天使与飞艇”（Angels And Blimps），该集中一位罹患白血病的男孩想要起诉上帝。在法律喜剧波士顿法律第三季中，有一集名为“胡桃夹子”（The Nutcrackers），讲述一位妇女因为丈夫过世决定起诉上帝。电视剧《洞察力》（Insight）于1980年播放了名为“上帝在码头”（God in the Dock）的一集，其中由理查德·贝迈尔饰演的上帝受到人类的审判。
在費奧多爾·陀思妥耶夫斯基的小说《卡拉馬佐夫兄弟》中，其中某角色讲述了这样一个故事：西班牙宗教裁判所的大审判官遇到了耶稣的化身，并判其死罪。
奥斯威辛集中营幸存者埃利·维瑟尔（Elie Wiesel）表示，他曾亲眼目睹3名犹太裔囚犯缺席审判上帝，因为他在猶太人大屠殺期间背弃了他们。根据这段经历，维瑟尔写就了剧本和同名小说《审判上帝》（The Trial of God）。背景设定在1649年的乌克兰小镇，不久前犹太人刚遭到血腥屠杀，而屠杀很可能是赫梅利尼茨基起义（Khmelnytsky Uprising）的一部分。在剧本中，3名游方艺人来到该镇演戏。但他们改变主意，并上演了一出颇具嘲讽意味的对上帝的审判，罪名是默许大屠杀进行。在一位辩护士慷慨激昂的辩护后，陪审团宣判其无罪，而最终观众却发现，辩护士居然是撒旦。
由弗兰克·科特雷尔·博伊斯（Frank Cottrell Boyce）编剧的电视剧《上帝之审判》（God on Trial）中，有一幕和埃利·维瑟尔的经历很相似，而博伊斯将其形容为是“不足凭信的”。在这一幕中，3位奥斯威辛集中营的囚犯审判了上帝。最终上帝被裁决为有罪，但留有上诉的余地。
以讽刺恶搞著称的《洋葱报》（The Onion）曾刊载过一篇新闻，称纽约检察官接受了以色列人的集体诉讼。该诉讼声称上帝违背了其与其拣选的子民建立的契约，因而要求获得惩罚性及补偿性赔偿共计4.2万亿美元。
詹姆斯·摩罗所写的“神性三部曲”之二《无可指责的阿巴顿》（Blameless in Abaddon）中，地方法庭以危害人类罪被审判。
罗杰·迪克森所著的《基督被审》（Christ on Trial）中，一个电视节目展示了在美国法庭中对基督耶稣的审判。